# Pound the Alarm
Pound the Alarm è un brano della cantante trinidadiana Nicki Minaj, pubblicato il 12 giugno 2012 come quarto singolo del suo secondo album, Pink Friday: Roman Reloaded. Il brano è stato scritto da Onika Maraj, Nadir Khayat, Carl Falk, Rami Yacoub, Bilal Hajji e Achraf Jannusi ed è stato prodotto da RedOne, Carl Falk e Rami Yacoub.
La canzone ha ricevuto critiche prevalentemente negative per via della sua estrema somiglianza al primo singolo estratto da Pink Friday: Roman Reloaded, Starships; tuttavia molti hanno anche notato che potrebbe diventare un successo nelle discoteche. Grazie al grande numero di vendite digitali avvenute subito dopo la pubblicazione dell'album ad aprile 2012, Pound the Alarm è entrata in classifica in Canada e Regno Unito prima di essere estratta come singolo. Il video del brano è stato lanciato il 31 luglio 2012.

## Descrizione
Il brano è una canzone eurodance prodotta da RedOne, Falk e Rami con un tempo di 125 battiti al minuto. La canzone fa molto uso di elementi electronic dance music, techno e house-pop, inoltre è influenzata dalla musica rave.
Il brano è stato pubblicato come singolo anche se aveva ricevuto dai fan della rapper minor consenso rispetto alla proposta di pubblicare Va Va Voom.

## Accoglienza
Pound the Alarm ha ricevuto generalmente critiche miste-positive. Entertainment Weekly ha elogiato la parte del testo che dice "Music. Makes Me. High". Altri hanno paragonato la canzone a successi dei LMFAO, Rihanna, Britney Spears e Katy Perry. Non tutte le critiche però sono state positive. Infatti, Billboard ha ritenuto troppo simile il singolo a Starships (un brano della cantante), quasi "indistinguibile". Ha anche aggiunto che anche il coro è stato riscritto.

## Video musicale
Il video musicale si apre con la visione di una spiaggia tropicale, si sussegue con l'alternanza di Nicki che canta e della visione del mare. Successivamente la cantante comincia a sfilare per il paese vestita con un tipico vestito del carnevale brasiliano. Quando parte il ritornello si vede una festa del carnevale. Il video continua con un susseguirsi di diverse feste a cui la stessa Nicki Minaj partecipa.

## Successo commerciale
Il singolo è riuscito a raggiungere la 15ª posizione negli Stati Uniti. La canzone però ha avuto molto più successo in Oceania, dove ha raggiunto la decima posizione in Australia (140 000 copie vendute) e la sesta in Nuova Zelanda (7 500 copie vendute) Nei Paesi non anglosassoni, il singolo non è riuscito ad avere molto successo, ad eccezione di alcuni come la Finlandia (4º posto).

## Classifiche
| Classifica (2012) | Posizione massima |
| ----------------- | ----------------- |
| Argentina         | 3                 |
| Australia         | 10                |
| Belgio (Fiandre)  | 14                |
| Belgio (Vallonia) | 30                |
| Canada            | 8                 |
| Danimarca         | 23                |
| Finlandia         | 4                 |
| Francia           | 19                |
| Germania          | 82                |
| Irlanda           | 8                 |
| Italia            | 82                |
| Nuova Zelanda     | 6                 |
| Paesi Bassi       | 30                |
| Regno Unito       | 8                 |
| Stati Uniti       | 15                |
| Svezia            | 33                |
| Svizzera          | 44                |

### Classifiche di fine anno
| Classifica (2012) | Posizione |
| ----------------- | --------- |
| Australia         | 87        |
| Canada            | 58        |
| Francia           | 118       |
| Regno Unito       | 62        |
| Stati Uniti       | 75        |